# Dalstein

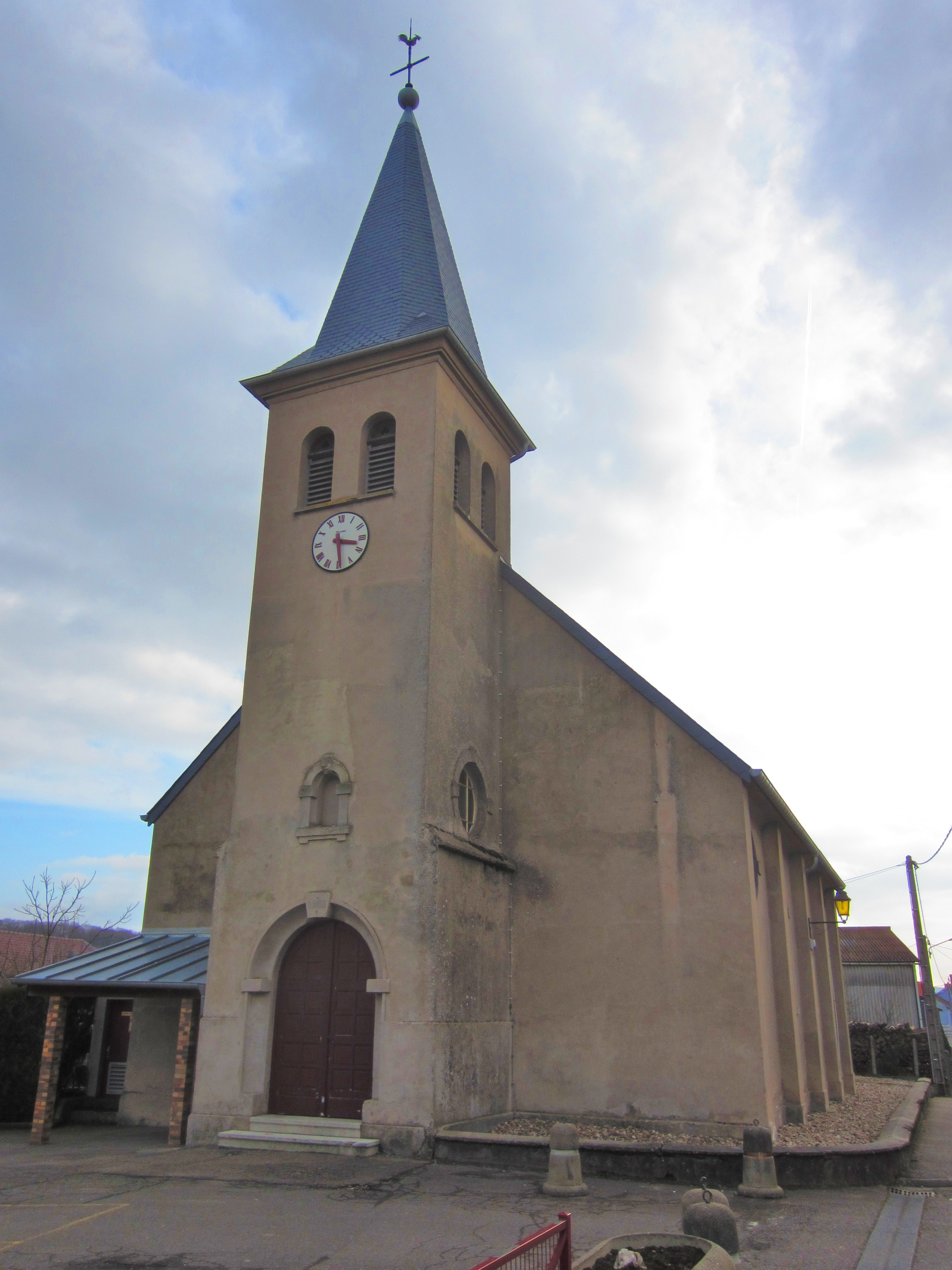
Kirche der Gesegneten Jungfrau Maria

Dalstein ist eine französische Gemeinde mit 378 Einwohnern (Stand 1. Januar 2022) im Département Moselle in der Region Grand Est (bis 2015 Lothringen).

## Geographie
Die Gemeinde Dalstein liegt in Lothringen, 31 Kilometer nordöstlich von Metz, 26 Kilometer nordnordwestlich von Boulay-Moselle  (Bolchen)  und elf Kilometer westlich von Bouzonville (Busendorf) am Ursprung des Dalsteiner Bachs, zwischen Thionville (Diedenhofen) und Saarlouis.
Zur Gemeinde gehört das anderthalb Kilometer nordöstlich des Dorfkerns auf einer Anhöhe gelegene Kirchdorf Menskich (Menskirchen).

## Geschichte
Die Ortschaft gehörte im Mittelalter zum Herzogtum Lothringen im Heiligen Römischen Reich.
Durch den Frankfurter Frieden vom 10. Mai 1871 kam das Gebiet an das deutsche Reichsland Elsaß-Lothringen, und das Dorf wurde dem Kreis Bolchen im Bezirk Lothringen zugeordnet. Die Dorfbewohner betrieben Getreide-, Wein-, Obst- und Gemüsebau.
Nach dem Ersten Weltkrieg musste die Region aufgrund der Bestimmungen des Versailler Vertrags 1919 an Frankreich abgetreten werden. Im Zweiten Weltkrieg war die Region von der deutschen Wehrmacht besetzt.

### Bevölkerungsentwicklung
| Jahr      | 1962 | 1968 | 1975 | 1982 | 1990 | 1999 | 2007 | 2019 |
| Einwohner | 154  | 174  | 175  | 190  | 188  | 223  | 317  | 371  |

## Sehenswürdigkeiten
In der Nähe des Ortes, zwischen Dalstein und Férange (Fehringen) in der Gemeinde Ébersviller (Ebersweiler), befinden sich Befestigungsanlagen der Maginot-Linie (die Artilleriestellungen von Fort Michelsberg – L’ouvrage d’artillerie du Michelsberg).

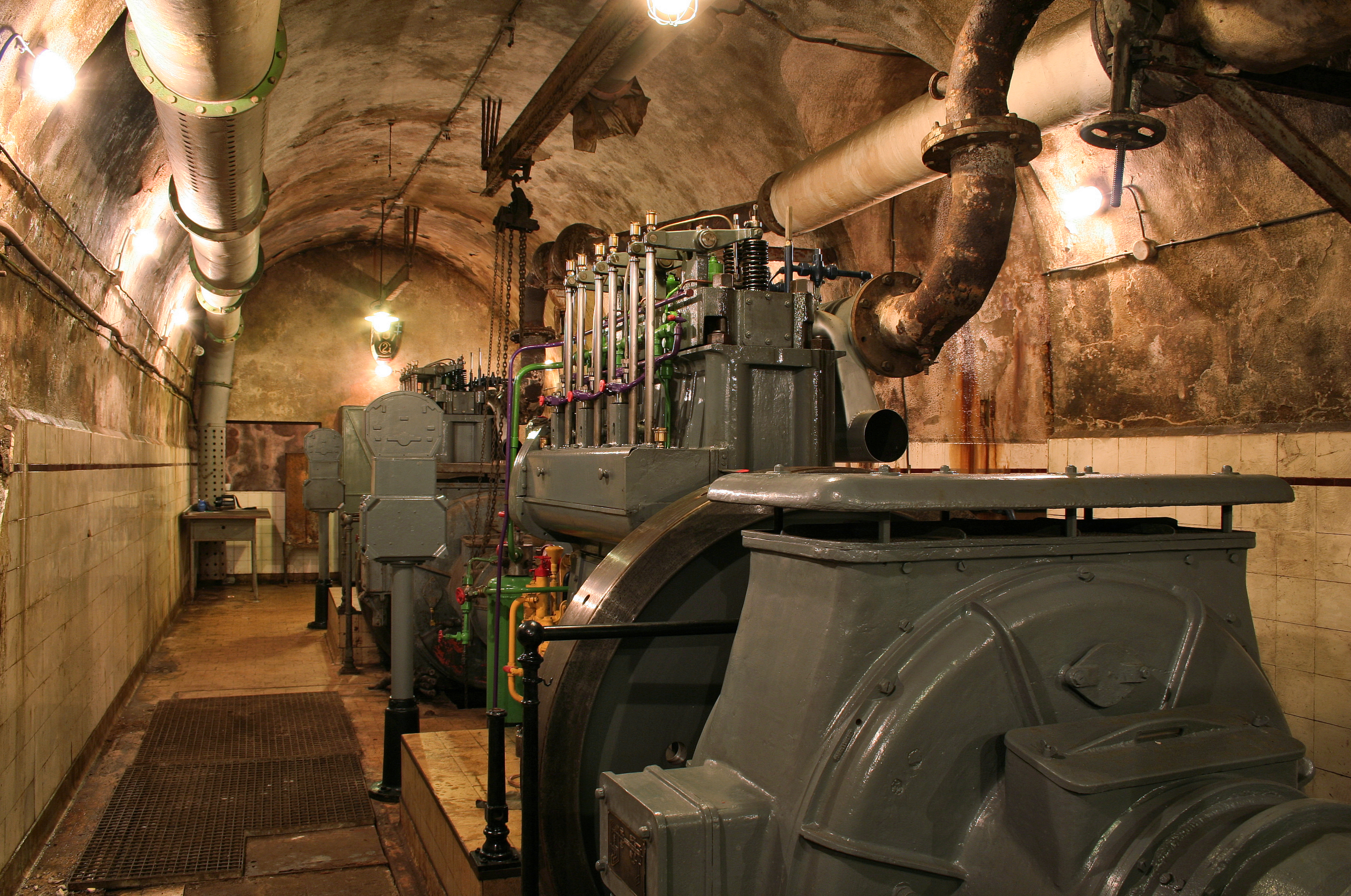
Ehemaliges Kraftwerk in der Artilleriestellung des Forts Michelsberg

## Verkehr
Der Bahnhof Dalstein-Menskirch lag an der mittlerweile stillgelegten Bahnstrecke Merzig–Bettelainville.